# Генешть (Галац)
Генешть, Генешті (рум. Gănești) — село у повіті Галац в Румунії. Входить до складу комуни Кавадінешть.
Село розташоване на відстані 236 км на північний схід від Бухареста, 73 км на північ від Галаца, 122 км на південь від Ясс.

## Населення
За даними перепису населення 2002 року у селі проживали 1033 особи, усі — румуни. Усі жителі села рідною мовою назвали румунську.